# Coccycua
Coccycua Lesson, 1830 è un genere di uccelli cuculiformi della famiglia Cuculidae.

## Tassonomia
Comprende tre specie:
- Coccycua minuta (Vieillot, 1817) - cuculo scoiattolo nano o cuculo piccolo
- Coccycua pumila (Strickland, 1852) - cuculo nano
- Coccycua cinerea (Vieillot, 1817) - cuculo cenerino